# Arnold Toynbee
Arnold Toynbee (Londra, 23 agosto 1852 – Wimbledon, 9 marzo 1883) è stato un filosofo, storico ed economista inglese.
Era figlio di Joseph Toynbee, noto medico e pioniere dell'otorinolaringoiatria. I Toynbee sono stati una famiglia di intellettuali e scienziati inglesi, il più celebre dei quali è il nipote Arnold Joseph Toynbee (1889-1975), con cui a volte è confuso.

## Biografia
Toynbee frequentò la scuola pubblica in Blackheat e Woolwich. Nel 1873 incominciò i suoi studi di economia politica a Oxford, al Balliol College, dove iniziò la carriera di docente nel 1878. Studiò attentamente la storia della rivoluzione industriale al punto di coniare lui stesso, o almeno a rendere popolare la definizione di "rivoluzione industriale" nel mondo anglosassone.
Morì all'età di trenta anni dopo un rapido deterioramento della salute causato, probabilmente, da carichi di lavoro troppi intensi.

## Pensiero e opere
Secondo Arnold Toynbee, l'applicazione del metodo storico all'economia mostra che le cosiddette leggi universali dell'economia sono in realtà relative. Per esempio sosteneva che, contrariamente alle credenze comuni, il libero scambio non è in generale vantaggioso in sé, ma solo in certe circostanze che non possono essere considerate come assolute. Toynbee considerava solo poche leggi come universalmente valide, quale ad esempio quella dei profitti calanti. Non ci sono dunque, secondo Toynbee, leggi universali che dicano quanto intensamente lo Stato debba interferire nel mercato: a seconda della situazione, sono adeguati diversi livelli di regolamentazione.
Un'altra idea che Toynbee critica è quella di considerare la libera competizione come universalmente vantaggiosa per il progresso economico e sociale, specialmente come la dipinge, nella sua apoteosi, il Darwinismo sociale, che promuove il capitalismo del laissez-faire.
Per Toynbee «la lotta per l'esistenza pura e semplice e la lotta per un particolare tipo di esistenza» non sono equivalenti. Fin dall'inizio della Storia, ritiene, tutta la civilizzazione umana è costruita essenzialmente per «interferire con questa lotta brutale. Vogliamo modificare la violenza della lotta, e impedire che il debole venga calpestato»   Anche se la concorrenza economica ha i suoi vantaggi, dato che è la forza che promuove il progresso tecnico, questi sono «ottenuti a spese di un enorme dispendio di vita e lavoro umano, che potrebbe essere evitato attraverso la regolamentazione».
Toynbee suggerisce di distinguere la concorrenza nella produzione da una parte, e quella nella distribuzione dall'altra:
«[…] la lotta degli uomini per superarsi l'un l'altro nella produzione è vantaggiosa per la comunità. La lotta sulla divisione del prodotto complessivo non lo è. La parte più forte detta la propria legge e, in realtà, nei primi tempi della concorrenza i capitalisti usavano tutto il loro potere per opprimere i lavoratori, e spingevano i salari in basso fino al livello di sussistenza. Questo tipo di concorrenza deve essere controllata: non c'è nessuna evidenza storica che sia rimasta in vigore a lungo senza essere modificata o da un'alleanza di forze, o dalla legge, o da entrambe. In Inghilterra sono operanti entrambe le soluzioni, la prima attraverso le Trade Union, l'ultima attraverso la legislazione del lavoro.»
Di per sé, un mercato basato sulla concorrenza non è né buono né cattivo, ma piuttosto simile a «una corrente la cui intensità e direzione deve essere osservata, e per la quale si possono erigere argini che possano fare in modo che lavori senza fare danni e in modo vantaggioso». Nelle prime fasi del capitalismo, tuttavia, «si credeva in lei come in un vangelo, […] il discostarsi dal quale era considerato un po' immorale».
Oltre agli studi sul capitalismo industriale e sulla situazione della classe lavoratrice, si occupò attivamente delle condizioni di vita del proletariato.
Si recò presso grandi centri industriali e collaborò alla creazione dei sindacati e delle cooperative. Incoraggiò i suoi studenti ad offrire, gratuitamente, la loro collaborazione ai lavoratori impegnati in riunioni e in dibattiti.
In suo onore, nel 1884 venne fondato un centro di assistenza sociale, attivo ancora oggi. L'idea fu quella di favorire l'integrazione fra i lavoratori delle varie classi sociali, divisi a quel tempo da barriere, acuite dalla disinformazione sul reale stato di disperazione e di abbandono in cui versavano i poveri.

## Opere principali
- 1884: Lectures On The Industrial Revolution In England: Public Addresses, Notes and Other Fragments, together with a Short Memoir by B. Jowett, London, Rivington's (1884); Whitefish, Montana: Kessinger Publishing (pb 2004). ISBN 1-4191-2952-X